# دراسات الوسائط المتعددة
دراسات الوسائط المتعددة هو مجال متعدد التخصصات من الخطاب الأكاديمي يركز على فهم التقنيات والأبعاد الثقافية لربط مصادر وسائل الإعلام التقليدية بالأخرى التي تقوم على وسائط جديدة لدعم النظم الاجتماعية.

## معلومات تاريخية
خرجت دراسات الوسائط المتعددة كنظام نتيجة الحاجة إلى دراسات وسائل الإعلام حتى تتصل بالعالم الجديد من الأقراص المدمجة والنص التشعبي في تسعينيات القرن العشرين، كما وضعت الكتب المتطورة مثل كتاب 'النص التشعبي والوسائط الفائقة' (Hypertext and Hypermedia) للمؤلف جاكوب نيلسن الأساس لفهم الوسائط المتعددة جنبا إلى جنب مع العلوم المعرفية التقليدية وقضايا تصميم الواجهة، وجعلت البرامج مثل أوثر وير أتاين، والتي تمتلكها الآن شركة أدوبي، نظم الوسائط المتعددة متاحة لغير المتمرسين في البرمجة وأصبحت من التطبيقات الرئيسية بنهاية تسعينيات القرن العشرين.

### التحديات الحالية
تسبب عصر الإنترنت الذي ينمو منذ إطلاق ويندوز 98 في وجود الكثير من التحديات الجديدة والقواعد لشبكة الويب العالمية، وأتيحت الفرصة لبعض المجالات مثل سهولة الاستخدام من خلال وضع مبادئ توجيهية محددة لتصميم الموقع الإلكتروني وتم تحديث بعض المفاهيم التقليدية مثل النوع ونظرية السرد والقوالب النمطية مراعاة لثقافة الإنترنت. وصاغ بعض المؤلفين تصورهم حول جوانب دراسات الوسائط المتعددة مثل الكاتب ليف مانوفيتش, ارتورو اسكوبار وفريد فوريست.
وقد ألقت زيادة الدخول إلى الإنترنت وما يسمى إدمان الإنترنت بالكثير من المشكلات الجديدة مثل ما إذا كانت هناك مسائل تتعلق بالمسئولية القانونية أو إدارة المواقع الإلكترونية ذاتها، وتدفع بعض المفاهيم مثل التصميم العاطفي  والحوسبة الفعالة  بحوث دراسات الوسائط المتعددة للوضع في اعتبارها السبل التي تصبح بها أكثر إغراءً وقدرة على مراعاة الاحتياجات المختلفة للمستخدمين.

## القضايا والمفاهيم
1. إيكولوجيا وسائل الإعلام وإيكولوجيا المعلومات
2. ثقافات الإنترنت والوسائل الإعلامية الجديدة
3. مجتمعات الإنترنت والمجتمعات الافتراضية
4. الدخول إلى الإنترنت وإدمان الإنترنت
5. استخدام التكنولوجيا في تعديل السلوك البشري

## الجامعات التي تمنح درجات علمية في دراسات الوسائط المتعددة
- جامعة ولاية أريزونا (بكالوريوس كتابة الوسائط المتعددة والاتصالات الفنية)
- جامعة أستون (بكالوريوس حوسبة الوسائط المتعددة)
- جامعة برمنغهام سيتي (بكالوريوس تكنولوجيا الوسائط المتعددة)
- جامعة إيست لندن (بكالوريوس دراسات الوسائط المتعددة)
- جامعة جليندور (بكالوريوس تصميم جرافيكي ووسائط متعددة)
- جامعة ماري هاردن-بايلور (بكالوريوس الوسائط المتعددة وتكنولوجيا المعلومات)
- جامعة ميدلسكس (بكالوريوس حوسبة الوسائط المتعددة)
- جامعة روبرت غوردون (بكالوريوس تطوير الوسائط المتعددة)
- جامعة وستمنستر (حوسبة الوسائط المتعددة)
- جامعة السودان للعلوم والتكنولوجيا ( بكالوريوس علوم الاتصال - تخصص الوسائط المتعددة )
- جامعة المشرق للعلوم الوتكنولوجيا( بكالوريوس علوم الاتصال - تخصص الوسائط المتعددة )
- جامعة الزيتونة الأردنية (نظم الوسائط المتعددة/بكالوريوس)

## كتابات أخرى
- Andy Bull (2010). Multimedia Journalism: A Practical Guide. ISBN 0-415-47823-5
- Nigel Chapman and Jenny Chapman (2009). Digital Multimedia. ISBN 0-470-51216-4
- Daniel Cunliffe and Geoff Elliot (2003). Multimedia Computing. ISBN 1-903337-18-6
- James Lengel (2001). The Web Wizard's Guide to Multimedia on the Web. ISBN 0-201-74561-5
- Celia T. Romm and Kristina Setzekorn (2008). Social Networking Communities and e-Dating Services: Concepts and Implications. ISBN 1-60566-104-X
- جامعه المشرق للعلوم والتكنولوجيا

## وصلات خارجية
- Journal of Multimedia
- IEEE Transactions on Multimedia
- International Journal of Multimedia and Ubiquitous Engineering
- International Journal of Multimedia Technology